# Гимн Карелии
Государственный гимн Республики Карелия — официальный государственный символ Республики Карелия, торжественная песня программного характера. Утверждён Верховным Советом Республики Карелия XII созыва 6 апреля 1993 года. Автор музыки — Александр Белобородов, авторы текста — Иван Костин, Армас Мишин.
При публичном исполнении гимна присутствующие выслушивают его стоя.

## История
В августе 1990 года Верховный Совет Карельской Автономной ССР принял декларацию о государственном суверенитете Карельской АССР. КАССР была переименована в Республику Карелия. В связи с этим Президиум Верховного Совета РК принял постановление об изменении символики и проведении конкурса на новый герб, флаг и гимн.
Музыку написал композитор Александр Белобородов, председатель Союза композиторов Республики Карелия. Авторы текста на русском языке — поэты Иван Костин и Армас Мишин, перевод текста гимна на финский язык осуществил Армас Мишин.
6 апреля 1993 года Верховный Совет Республики Карелия XII созыва постановил одобрить текст Государственного гимна Республики Карелия и принял закон Республики Карелия № XII-16.495 «О тексте Государственного гимна Республики Карелия». Гимн был утверждён конституцией Республики Карелия, статья 101. Гимн имел два официальных текста (на русском и финском языках). Утвердив текст гимна, народные депутаты стоя прослушали запись гимна на двух языках в исполнении хора.
В декабре 2001 года депутаты Палаты Республики Законодательного собрания Республики Карелия II созыва отменили исполнение текста гимна на финском языке и внесли изменения в закон «О тексте государственного гимна Республики Карелия». Это решение обосновывалось тем, что единственным официальным языком в Республике Карелия является только русский язык и официальное исполнение гимна на финском языке противоречит её конституции.

## Переводы текста гимна
Перевод текста гимна на финский язык выполнил поэт Армас Мишин.
На финском языке гимн официально был исполнен один раз в 1993 году, в Музыкальном театре Республики Карелии, непосредственно после утверждения первой редакции закона «О тексте государственного гимна» Верховным Советом Республики Карелия.
На ливвиковский диалект карельского языка текст гимна Республики Карелия был переведён карельским поэтом Александром Волковым.

## Текст гимна
| Русская версия Край родной — Карелия! Древняя мудрая земля. Братских племён одна семья, Карелия! Звените, озёра, и пой, тайга! Родная земля, ты мне дорога. Высоко на сопках твоих стою И песню во славу тебе пою. Край родной — Карелия! Ты мне навек судьбой дана. Здравствуй в веках, моя страна, Карелия! Герои былин средь лесов и гор Живут на земле нашей до сих пор. Лейся, песня! Кантеле, звонче пой Во имя карельской земли святой! Край родной — Карелия! Рун и былин напев живой. Вижу рассвет лучистый твой, Карелия! Вижу рассвет лучезарный твой, Карелия! | Финская версия Kotimaamme Karjala! Ikivanha kaunis maa. Veljeskansat yhteen saa Karjala! Nuo järvet ja vaarat ja hongikot - ne huomisen kutsua kuunnelkoot! Seisoin vaaran harjalla paljain päin ja suljin syliini mitä näin. Kotimaamme Karjala! Ikivanha laulumaa. Työllään etsii kunniaa Karjala! Ne urhot ja sankarit laulujen - ne asuvat täällä entiselleen. Soita, soma kantele, jatku, työ! Soi, laulu, sydämen liekki, lyö. Kotimaamme Karjala! Rahvas rehti, ahkera töin ja lauluin ikuistaa Karjala! Töin ja lauluin ylistää Karjala! | Карельская версия Kodirandu — Karjalu! Igäine kaunis meijän mua. Heimokanzat yhteh suat, Karjalu! Tuo kuunnelkua järvet dai mečät, suot Kui sydämeh oma mua pajuo tuou. Se mäin piälpäi selvembi nähtä voi — Vie parembi kaikkii mua meijän roih. Kodirandu — Karjalu! Ozan kel elä igä kai. Ryndähis meijän yksi vai — Karjalu! Tiä runoloin rohkiembat poijat vie Kai eletäh salolois, järvien ies. Pajo lennä, kandeleh helkieh lyö, Kiitä Karjalua kaikkie muadu myö. Kodirandu — Karjalu! Runot dai pajot elos piet. Nägyy tiä päivännouzu vies, Karjalu! Päiväzen nouzu nägyy vies, Karjalu! |